# Rhynchostegiella teneriffae
Rhynchostegiella teneriffae là một loài Rêu trong họ Brachytheciaceae. Loài này được (Mont.) Dirkse & Bouman miêu tả khoa học đầu tiên năm 1995.